# Cyclocephala rotundipenis
Cyclocephala rotundipenis är en skalbaggsart som beskrevs av Dupuis 2009. Cyclocephala rotundipenis ingår i släktet Cyclocephala och familjen Dynastidae. Inga underarter finns listade i Catalogue of Life.